# ویلدنشپرینگ
ویلدنشپرینگ (به آلمانی: Wildenspring) یک شهر در آلمان است که در ایلم-کرایس واقع شده‌است. ویلدنشپرینگ ۲۳۴ نفر جمعیت دارد.